# Ernest Closson
Ernest Closson   (Saint-Josse-ten-Noode, 12 de desembre de 1870 - Saint-Gilles, 21 de desembre de 1950) fou un musicòleg belga.
Va néixer a la família del llibreter Mathieu Jean Léonard Closson i la filla del farmacèutic Cécile Charlotte Flore Gripekoven. Des dels seus anys adolescents, s'havia centrat principalment en la musicologia mitjançant l'autoestudi. Es va fer més conegut com a conservador del Museu d'Instruments Musicals (MIM) de Brussel·les. Després de convertir-se en subcomissari el 1896 sota Victor-Charles Mahillon, el va succeir com a conservador el 1924. A causa de la manca de finançament, gairebé no es va fer cap manteniment i compra durant el seu regnat (1924-1936). El seu fill Hermann Closson el va succeir i es va enfrontar als mateixos problemes financers.
Ernest Closson va fer de professor d'història de la música al conservatori de Brussel·les (de 1912 a 1935) tenint entre els seus alumnes a André Sas Orchassal i, també al conservatori de Mons (de 1917 a 1935). També va ser crític de música a la categoria d'Indépendance Belge (1920-1940). A més, sota Charles Van den Borren, va ser vicepresident de la Société belge en musicologia des de 1946 fins a la seva mort el 1950.
Closson va publicar:
- Siegfried de Richard Wagner (Brussel·les, 1891) gràcies a una col·laboració amb el musical Le Guide dirigit pel estudiós de Wagner, Maurice Kufferath
- Edvard Grieg et la musique scandinave (París, 1892)
- Les concerts populaires de Bruxelles (Brussel·les, 1898)
- Les orígens légendaires de "Feuersnoth" de R. Strauss (Brussel·les, 1902)
- L'instrument de lusique comme document etnographique (Brussel·les, 1902)
- un Nocturn per a flauta i piano i el va dedicar a Adolphe Léonard (Gebr. Schott, Brussel·les)
- Chansons populaires des provinces belges (Schott, Brussel·les, 1905; i diverses reimpressions; també publicades a Leipzig) es van dividir en Chansons nacionals a partir dels Wilhelmus, els flamands de Chansons i els Valsons de Chansons.
- Les noëls wallons (Brussel·les, 1909 i reimprès el 1938)
- Le manuscrit dit des basses danses de la biblioteca de Bourgogne (Brussel·les, 1912)
- Notes sur la chansons popular i Belgique (Brussel·les, 1913)
- Les éléments d'esthétique musicale (Brussel·les, 1916, amb reimpressions)
- La facture des instruments de musique i Belgique (Brussel·les, 1935)
- Le lied néerlandais ancien dans ses accointances avec le lied popular allemand (Anvers, 1939)
- Histoire du piano (Història del piano), (Brussel·les, 1944 amb traducció anglesa el 1947)
- Odèllement Flamand dance Beethoven (sobre les influències de Mechelen de Ludwig van Beethoven) (Brussel·les, 1928 amb reimpressió el 1946 i traducció anglesa el 1936)
- Nombroses monografies incloent César Franck (Charleroi, 1923), Orlando di Lasso (Turnhout, 1919), André Grétry (Turnhout, 1920) i François-Auguste Gevaert (Brussel·les, 1929).